# Tanypus chinensis
Tanypus chinensis är en tvåvingeart som beskrevs av Wang 1994. Tanypus chinensis ingår i släktet Tanypus och familjen fjädermyggor.
Artens utbredningsområde är Liaoning (Kina). Inga underarter finns listade i Catalogue of Life.